# August Fries
August hrabě Fries von Friesenburg (8. července 1841 Vöslau – 29. dubna 1918 Černá Hora), byl rakouský a moravský šlechtic a politik, v 2. polovině 19. století poslanec Říšské rady.

## Biografie
Pocházel z původně říšskoněmecké měšťanské rodiny z Porýní, která v roce 1836 získala statek Černá Hora na Moravě. Jeho otec hrabě Moriz Fries (zemřel roku 1887) byl legačním radou. August měl hraběcí titul. Statek Černá Hora měl podle údajů z konce 19. století výměru 2028,9 ha. Součástí statku byl parní pivovar, kruhová cihelna, palírna, pila a dva mlýny.
Působil jako poslanec Říšské rady (celostátního parlamentu Předlitavska), kam usedl v doplňovacích volbách roku 1889 za kurii velkostatkářskou na Moravě. Nastoupil 8. prosince 1889 místo Arnošta Egona Fürstenberga. Mandát obhájil ve volbách roku 1891. Slib složil 23. dubna 1891. Ve volebním období 1885–1891 se uvádí jako hrabě August Fries, statkář, bytem Černá Hora. V roce 1905 byl Augustovi udělen predikát z Friesenburgu. Napsal dějiny svého rodu.
V roce 1890 se na Říšské radě uvádí jako poslanec bez klubové příslušnosti. Bezprostředně po volbách roku 1891 je zmiňován jako člen tzv. Strany středu. Koncem roku 1891 zasedal v Hohenwartově klubu (tzv. Strana práva), který sdružoval konzervativní a federalistické politiky.
Koncem 19. století se zapojil i do zemské politiky. V zemských volbách roku 1890 byl zvolen na Moravský zemský sněm, za kurii velkostatkářskou, II. sbor. Na zemském sněmu je v roce 1890 uváděn coby kandidát Strany středu.
V květnu 1872 se ve Vídni oženil s Annou hraběnkou Strachwitzovou (1851–1891). Z manželství vzešly tři děti. 
- 1. Mořic (6. 2. 1873 Černá Hora – 9. 2. 1934 tamtéž)
  - ⚭ (26. 4. 1919 Vídeň) Margarethe Wyssotzka (27. 8. 1889 Berlín – 7. 6. 1951 Mathon)
- 2. Terezie (21. 3. 1874 Černá Hora – 14. 11. 1946 tamtéž)
  - ⚭ (5. 8. 1907 Černá Hora) Rudolf hrabě Czernin-Morzin (8. 1. 1855 Praha – 5. 9. 1927 Vrchlabí)
- 3. Jiří Hubert (3. 11. 1875 Černá Hora – 4. 10. 1913 tamtéž), svobodný a bezdětný

Zemřel v dubnu 1918.